# Banksia horrida
Banksia horrida är en tvåhjärtbladig växtart som först beskrevs av Meissn., och fick sitt nu gällande namn av A.R.Mast & K.R.Thiele. Banksia horrida ingår i släktet Banksia och familjen Proteaceae. Inga underarter finns listade i Catalogue of Life.